# Cumhuriyet, Gülağaç
Cumhuriyet là một xã thuộc huyện Gülağaç, tỉnh Aksaray, Thổ Nhĩ Kỳ. Dân số thời điểm năm 2010 là 229 người.